# Paterno (Basilicata)
Paterno (talvolta  chiamato Paterno di Lucania o Patièrnə in dialetto lucano) è un comune italiano di 2 983 abitanti della provincia di Potenza, in Basilicata. Il territorio ha una superficie di 40,74 km² ed è attraversato dal fiume Agri. Paterno ottenne l'autonomia comunale da Marsico Nuovo nel 1973, del quale era una frazione. 

## Geografia fisica

### Territorio
Il territorio comunale è attraversato anche dal torrente L'Aggia, il centro del paese dai torrenti Chiusciumara e Oscuro.

### Clima
Gli inverni sono abbastanza freddi, specialmente nei mesi di gennaio e febbraio, quando si registrano nevicate in alcuni casi abbondanti, mentre le temperature scendono quasi sempre sotto lo 0. La primavera è caratterizzata da giornate calde, secche e soleggiate ma con forte escursione termica. L'estate presenta giornate calde e molte afose dove la temperatura si spinge anche gli oltre 32-33 °C, con la presenza specialmente nel mese di agosto di brevi temporali.

## Origini del nome
Dalla forma verbale latina patere, ossia essere aperto, aprirsi, più il suffisso –ernum. Quest'ultimo è proprio di luoghi ove si svolge una qualche attività, come Salerno (ove si lavora il sale), Picerno (ove si lavora la pece), Moliterno (ove si munge il latte). Quindi Paterno sarebbe "luogo ove si lavora all'aperto" e ciò, forse, con allusione all'antico sito della Civita.

## Storia
Nella fase di transizione dall'età della pietra lavorata a quella del bronzo (eneolitico), sull'altura della Civita, tra il XIV e l'XI secolo (A.C.), abitarono pastori transumanti appartenenti alla cosiddetta cultura appenninica. Appartenenti allo stesso ceppo etnico degli abitatori di Murgia Sant'Angelo di Moliterno, attraverso le valli fluviali interne, operarono una serie di scambi con il Vallo di Diano e con la costa ionica. Ne sono testimonianza i rinvenimenti ceramici che associano agli elementi decorativi del Puntinato quelli spiraliformi della cultura greca.
In epoca romana numerosi insediamenti a carattere sparso sorsero nella sottostante pianura e videro la presenza di alcune ville patrizie. Di una di esse sono stati ritrovati i resti in località Aggia. L'abbondanza delle acque favorì il concentrarsi della popolazione soprattutto nel rione "Tempa", dove successivamente venne costruita la chiesa matrice.
Le orde saracene che, sul declinare del I millennio, distrussero Grumentum, costrinsero anche gli abitanti di Paterno ad aggregarsi a quelli di Marsico Nuovo e Marsicovetere.
Con l'invasione dei Normanni Paterno risorse come centro autonomo ma annessa alla giurisdizione di Marsico Nuovo, di cui ha condiviso le sorti sino all'età moderna. Nel corso del XIX secolo Paterno fu soggetta a vari eventi calamitosi: epidemia di colera (1837); frana provocata dallo straripamento dei laghi Mandrano e Mandranello (1840);terremoto del 16 dicembre 1857.
Durante il brigantaggio post-unitario numerosi suoi cittadini si diedero alla macchia, organizzandosi anche in bande. Ne ricordiamo solo alcuni dai soprannomi pittoreschi: Aliano Federico (capobanda), Parisi Giuseppe (capobanda, alias Peppullo), Bove Francesco (alias Zucaro), D'Agrosa Raffaele (alias Petenchino), Marsicovetere Michele (alias Naca-Naca).
Con la prima grande emigrazione (1880-1900) il centro si spopolò di circa 1 500 unità.
Frazione di Marsico Nuovo sino al 4 maggio 1973, data in cui ottenne l'autonomia amministrativa con legge regionale nº 8.

## Monumenti e luoghi d'interesse

### Architetture religiose e civili
- Chiesa di San Rocco – costruita negli anni ottanta. Si trova nel rione Raia.
- Chiesa madre di San Giovanni Evangelista – Inaugurata il 15 dicembre 2012.
- Santuario Madonna del Carmelo elevata a parrocchia verso la fine del Settecento dal vescovo di Marsico Nuovo Bernardo Maria La Torre. Danneggiata dal sisma del 1980 e riaperta al culto in occasione del Natale 1992.
- Chiesa del Sacro Cuore – con una piccola grotta di roccia in cui è collocata una statuetta in pietra raffigurante la Madonna.
- Chiesa di San Bartolomeo – edificata negli anni 1975-1980, si trova in località Pecci Piazzolla.
- Palazzo Rautis – anch'esso in località Pecci Piazzolla, fu costruito nel 1859 come casino di campagna. Ha una struttura imponente, con due torrette laterali e robuste mura in pietra.
- Palazzo Arco della Volpe – risalente agli inizi del XIX secolo, con una caratteristica struttura ad arco attraverso cui, un tempo, passava la strada che conduceva al rione Chiusulelle.
- Masseria Navarro – risalente alla fine del XVIII secolo.

### Aree naturali
Sorgente "Sorgitora" (980 m s.l.m.), strada comunale, km 6,00. Da via Acquareggente, proseguendo per via Pioniello, dopo un percorso stretto e tortuoso, risalendo le pendici de "Il Monte", si giunge alla "Sorgitora".
Sul rilievo montuoso, costituito da rocce calcaree affioranti, esistono fenomeni di carsismo (inghiottitoi).

## Società

### Evoluzione demografica
Abitanti censiti

## Cultura

### Manifestazioni ed eventi
- 5 e 6 maggio – Festa di San Giovanni con Processione e Fiera
- 13 giugno – Festa di Sant'Antonio
- 29 giugno – Festa del Sacro Cuore rione Acquareggente.
- 15 luglio – Fiera della Madonna del Carmine
- 16 luglio – Festa della Madonna del Carmine con processione.
- 15 agosto – Festa dell'Assunta rione Pantano.
- 16 agosto – Festa di San Rocco in c.da Raia Carboni.
- 23 e 24 agosto – Festa di San Bartolomeo in c.da Pecci Piazzolla.
- 22 settembre – Festa della Madonna in c.da Limanti.
- 17 dicembre – Fiera della Madonna del Terremoto (1857) e processione.

Nel mese di agosto le varie associazioni organizzano manifestazioni per rendere viva l'estate paternese.
Nell'anno 2013 si sono celebrati i quarant'anni dell'autonomia comunale.

### La Madonna del Terremoto
Alle ore 21:12'56" del 16 dicembre 1857 uno spaventoso terremoto colpì la popolazione della Basilicata e delle regioni circostanti. Per la Val d'Agri fu una vera e propria catastrofe civile. Gli abitanti di Paterno, il giorno successivo, decisero di portare in processione la statua della Madonna del Carmelo  per le strade del paese. La leggenda narra che,  non appena la processione giunse nei pressi dell'attuale rione Pantano, la Madonna di fronte alle case distrutte e ai carri pieni di cadaveri, girò il volto e i suoi occhi versarono sangue. L'evento miracoloso viene ricordato ogni anno il 17 dicembre con una solenne processione.